# Acridinae
Az Acridinae az egyenesszárnyúak (Orthoptera) rendjében a sáskafélék (Acrididae) családjának névadó alcsaládja.

## Rendszertani felosztásuk
Az alcsaládot nyolc nemzetségre osztják:
- Acridini nemzetség 9 nemmel:
  - Acrida
  - Acridarachnea
  - Caledia
  - Calephorops
  - Cryptobothrus
  - Froggattina
  - Perala
  - Rapsilla
  - Schizobothrus
- Calephorini nemzetség egy nemmel:
  - Calephorus
- Hyalopterygini nemzetség hét nemmel:
  - Guaranacris
  - Hyalopteryx
  - Metaleptea
  - Neorphula
  - Orphula
  - Parorphula
  - Paulacris
- Hypernephiini nemzetség 13 nemmel:
  - Anaptygus
  - Asonus
  - Caucasippus
  - Dysanema
  - Eclipophleps
  - Grigorija
  - Hebetacris
  - Hypernephia
  - Oknosacris
  - Oreoptygonotus
  - Ptygippus
  - Saxetophilus
  - Stristernum
- Parapleurini nemzetség öt nemmel:
  - Ceracris
  - Ceracrisoides
  - Mecostethus
  - Parapleurodes
  - Stethophyma
- Phlaeobini nemzetség 12 nemmel:
  - Holopercna
  - Leopardia
  - Oxyphlaeobella
  - Phlaeoba
  - Phlaeobacris
  - Phlaeobella
  - Phlaeobida
  - Pseudophlaeoba
  - Pyrgophlaeoba
  - Sikkimiana
  - Sinophlaeoba
  - Xerophlaeoba
- Scyllini nemzetség két nemmel:
  - Eoscyllina
  - Pseudoeoscyllina

- Truxalini nemzetség egy nemmel:
  - Truxalis

- nemzetségbe nem sorolt nemek:
  - Acteana
  - Aeropedelloides
  - Aethiopacris
  - Aethiopiacris
  - Afrophlaeoba
  - Allotruxalis
  - Anaeolopus
  - Bababuddinia
  - Bambesa
  - Brachyacrida
  - Brachyphlaeobella
  - Calliphlaeoba
  - Cannula
  - Capulica
  - Carinacris
  - Carliola
  - Chirista
  - Chlorophlaeoba
  - Chlorophlaeobella
  - Chokwea
  - Chromacrida
  - Chromochokwea
  - Chromotruxalis
  - Closteridea
  - Cocytotettix
  - Cohembia
  - Comacris
  - Conuacris
  - Coryphosima
  - Covasacris
  - Culmulus
  - Dorsthippus
  - Duronia
  - Duroniopsis
  - Epacromiacris
  - Euprepoptera
  - Euthynous
  - Eutryxalis
  - Formosacris
  - Glyphoclonus
  - Guichardippus
  - Gymnobothroides
  - Gymnobothrus
  - Hulstaertia
  - Hyperocnocerus
  - Julea
  - Kaloa
  - Keya
  - Lemuracris
  - Lobopoma
  - Luzonica
  - Machaeridia
  - Malcolmburria
  - Megaphlaeoba
  - Neophlaeoba
  - Nimbacris
  - Nivisacris
  - Ocnocerus
  - Odontomelus
  - Orthochtha
  - Oxybothrus
  - Oxyolena
  - Oxyphlaeoba
  - Oxytruxalis
  - Palawanacris
  - Pamacris
  - Panzia
  - Paracoryphosima
  - Paralobopoma
  - Paraphlaeoba
  - Paraphlaeobida
  - Parga
  - Parodontomelus
  - Pasiphimus
  - Perella
  - Phlocerus
  - Phloeochopardia
  - Phorinia
  - Phryganomelus
  - Plagiacris
  - Platyverticula
  - Pseudopargaella
  - Pseudoptygonotus
  - Rammeihippus
  - Rastafaria
  - Rhabdoplea
  - Roduniella
  - Ruganotus
  - Rugophlaeoba
  - Shabacris
  - Sherifuria
  - Sumba
  - Tenuihippus
  - Truxaloides
  - Uganda
  - Urugalla
  - Vietteacris
  - Vitalisia
  - Weenenia
  - Wellawaya
  - Xenocymochtha
  - Xenoderus
  - Xenotruxalis
  - Yendia
  - Zacompsa
  - Zambiacris
  - Zygophlaeoba